# Keira Bevan
Pour les articles homonymes, voir Bevan.
Pas d'image ? Cliquez ici

a Compétitions nationales et continentales officielles uniquement.

b Matchs officiels uniquement.
Keira Bevan, née le 28 avril 1997 à Sketty (pays de Galles), est une joueuse internationale galloise de rugby à XV et internationale de rugby à sept évoluant au poste de demi de mêlée. Elle joue en Angleterre, aux Bristol Bears.

## Biographie
Keira Bevan naît le 28 avril 1997 à Sketty, dans la banlieue de Swansea. Elle fait ses débuts en équipe du pays de Galles en 2015, avec une première titularisation lors de la dernière journée du Tournoi des Six Nations face à l'Italie. En 2017, elle est retenue pour la Coupe du monde.
En 2019, elle rejoint le club des Bristol Bears, en compagnie de ses compatriotes Siwan Lillicrap, Manon Johnes et Lauran Smyth.
En 2022, elle joue toujours en club avec les Bristol Bears. Elle compte 44 sélections en équipe du pays de Galles quand elle est retenue en septembre 2022 pour disputer la Coupe du monde en Nouvelle-Zélande.
À l'automne suivant, elle fait partie des trente joueuses qui repartent dans ce pays participer au WXV 2023.
En septembre 2024, elle est désignée capitaine de l'équipe nationale pour la première fois.

## Palmarès
- Finaliste du Championnat d'Angleterre en 2024.